# Bergsveinn Bergsveinsson
Bergsveinn Bergsveinsson (ur. 25 stycznia 1968) – islandzki piłkarz ręczny, olimpijczyk.
Reprezentował Islandię w grze w piłkę ręczną na Letnich Igrzyskach Olimpijskich 1992, które odbyły się w Barcelonie. Wystąpił w siedmiu meczach wraz drużyną narodową przeciwko reprezentacji: Szwecji (18–25), Korei Południowej (24–26), Węgier (16–22), Czechosłowacji (16–16), Brazylii (18–19), wspólnej reprezentacji (19–23) i Francji (20–24).